# Louis Vierne

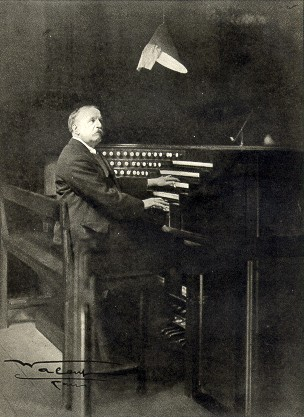
Louis Vierne all'organo di cui era titolare, il Cliquot - Cavaillé-Coll della Cattedrale di Notre-Dame di Parigi

Louis Victor Jules Vierne /lwis vjɛʁn/ (Poitiers, 8 ottobre 1870 – Parigi, 2 giugno 1937) è stato un organista e compositore francese, organista titolare della Cattedrale di Notre-Dame di Parigi dal 1900 al 1937.

## Biografia
Succedendo agli altri grandi nomi dell'organo come César Franck, insieme a Charles-Marie Widor, Alexandre Guilmant ed Eugène Gigout al Conservatorio di Parigi, Vierne si distaccò dai suoi contemporanei per uno stile di composizione etereo, onirico ma anche sorprendentemente solenne. Fu l'organista della Cattedrale di Notre-Dame tra il 1900 e il 1937.
Già quasi cieco dalla nascita a causa di una cataratta congenita, Louis Vierne venne avviato agli studi musicali all'Institut National de jeunes aveugles a Parigi. All'inizio della propria carriera Vierne usava comporre scrivendo le note con una grossa matita su spartiti di grandi dimensioni; in seguito, poiché la vista continuava a diminuire, utilizzò il Braille. Approdato al conservatorio, Vierne venne valorizzato per la sua eccezionale genialità compositiva da Charles-Marie Widor, professore di organo e composizione e titolare dello strumento monumentale di Saint Sulpice, che aveva sostituito il precedente insegnante César Franck, nei confronti del quale Vierne aveva una profonda devozione. All'epoca in cui Vierne fu nominato organista titolare di Notre-Dame, lo strumento aveva caratteristiche obsolete (l'aria fino al 1928 veniva pompata a forza di braccia) e versava in pessime condizioni, che peggiorarono ulteriormente a causa di circostanze ambientali critiche (l'esondazione della Senna nel 1910, l'estate eccezionalmente torrida del 1911). Egli decise quindi di intraprendere una lunga tournée di concerti in Europa e nel nord America per reperire il denaro necessario per il restauro, ultimato grazie ai fondi da lui raccolti, nel 1932.
Vierne non ebbe una vita felice: soffrì molto per la separazione dalla moglie Arlette, che lo aveva tradito con un amico, e perse il fratello e un figlio sui campi di combattimento della prima guerra mondiale. Un terribile incidente lo portò quasi all'amputazione di una gamba: l'arto fu fortunatamente salvato, ma ci vollero molti mesi perché Vierne potesse riprenderne l'uso. Anche sul piano professionale Vierne ebbe a sopportare non poche amarezze, come quando, nel 1911, il direttore del conservatorio Fauré preferì assegnare la cattedra di organo, resasi vacante per la morte di Guilmant, a un amico personale e non a Vierne, malgrado questi avesse svolto le mansioni di assistente di Guilmant per diciotto anni e senza mai percepire alcun pagamento.

### Morte

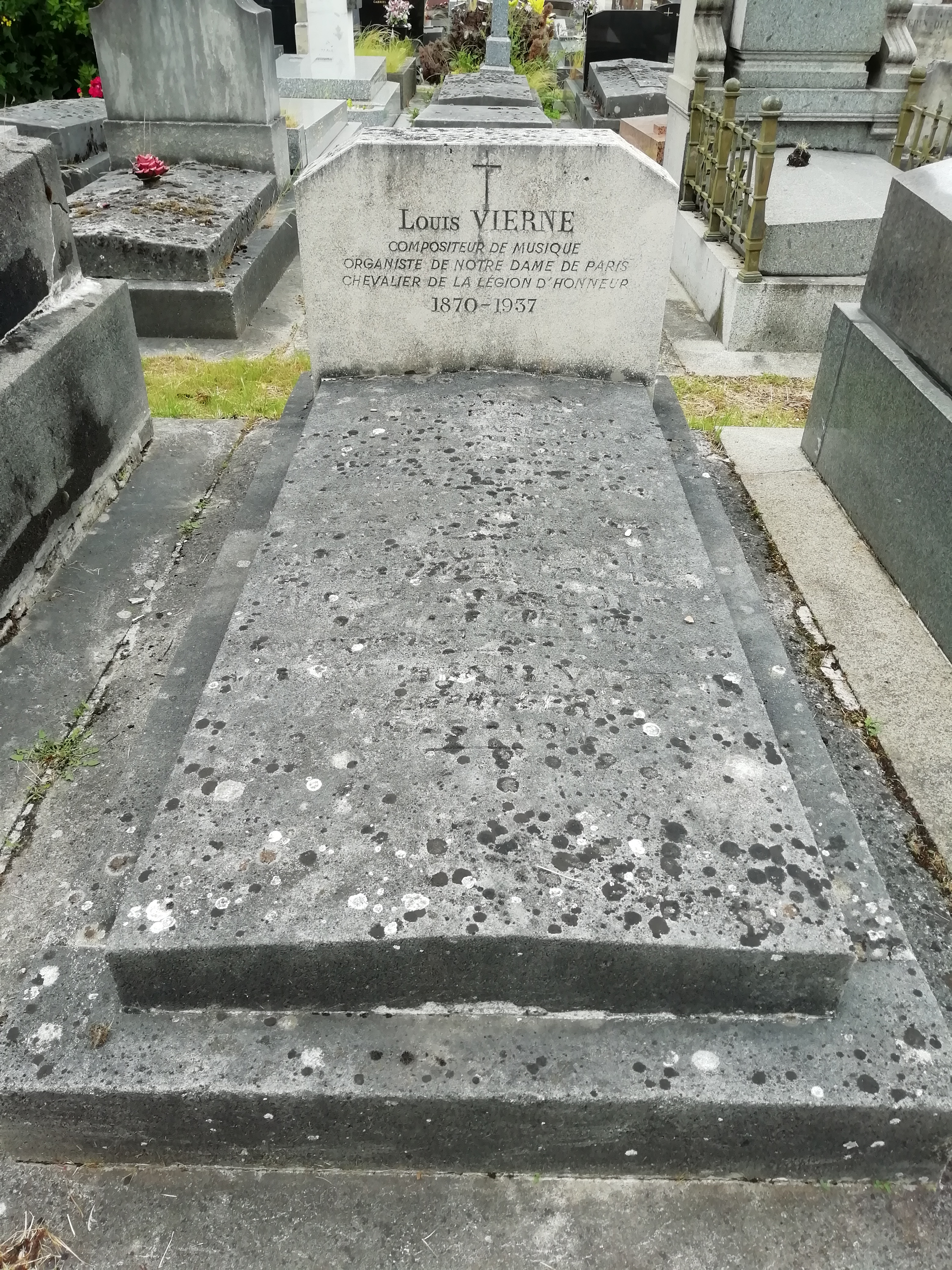
Tomba al cimitero di Montparnasse.

Vierne, che dalla vita ottenne più batoste che soddisfazioni, aveva ripetuto spesso di avere un sogno: morire alla console dell'organo di cui era titolare, quel monumentale Cavaillé-Coll che era ed è lo strumento principale della cattedrale di Notre-Dame di Parigi. Il 2 giugno 1937, il Maestro tenne un concerto proprio a Notre-Dame, il numero 1750 della sua carriera; completata la parte principale del programma, che si chiuse con l'esecuzione della sua "Stèle pour un enfant défunt" dal Triptyque, Op. 58, si approntò alla conclusione, per cui erano previste due improvvisazioni su temi proposti dal pubblico. Consegnatogli il primo tema, ne lesse la notazione in Braille, quindi preparò i registri di cui pensava di servirsi. Improvvisamente crollò in avanti, cadde dal sedile e rovinò a terra, premendo col piede il pedale del Mi basso. Perse conoscenza, mentre la nota rimbombava nella chiesa, e non si rialzò più. Al suo fianco vi era Maurice Duruflé. La causa della morte è stata variamente identificata: infarto, ictus e più di recente un'aritmia maligna, ipotesi sostenuta anche dall'indagine delle testimonianze di chi vide Vierne quella sera e della sua storia clinica (Vierne aveva sempre avuto problemi cardiaci e la situazione era peggiorata negli ultimi anni: lui stesso lamentava la difficoltà di salire le scale per recarsi all'organo).

## Composizioni
Compose sei sinfonie d'organo, quattro volumi di Pièces de Fantaisie (1926-1927: tra di essi vi è la celebre fantasia Carillon de Westminster) e 24 Pièces en Style Libre per organo o harmonium; scrisse inoltre un cospicuo numero di composizioni cameristiche, vocali, corali e una Sinfonia in la minore per orchestra. Fu considerato uno dei più grandi improvvisatori del suo tempo, particolarmente abile nel valorizzare le caratteristiche foniche proprie del suo strumento. Fu per questo un punto di riferimento imprescindibile per i successivi grandi organisti parigini e per i numerosi allievi (tra cui Lili Boulanger, Nadia Boulanger, Marcel Dupré, Gaston Litaize, e Adrien Rougier), che si formarono sotto la sua guida.